# Stade niortais
Le Stade niortais est un club omnisports français basé à Niort.
Il est connu pour sa section rugby à XV fondée en 1906, son équipe première évoluant sous le nom de Niort rugby club.
Sa section handball (masculine et féminine) est créée pendant la Seconde guerre mondiale par un couple de professeurs d'éducation physique et sportive Renée et André Paganel. Les Niortais sont sacrés champions de France de handball à onze en 1943, avec notamment dans l'équipe René Gaillard, qui deviendra maire de la ville et député des Deux-Sèvres. Ils remportent la Coupe de France de handball à onze en 1943 et sont finalistes de cette compétition en 1944. La section handball devient indépendante du Stade niortais en 1995, devenant le HBC niortais.
Il existe également le Stade niortais Athlétisme.